# Lijst van voetbalinterlands Andorra - Noord-Macedonië
Deze lijst van voetbalinterlands is een overzicht van alle officiële voetbalwedstrijden tussen de nationale teams van Andorra en Noord-Macedonië, dat tussen 1991 en 2019 de naam Macedonië voerde. De landen hebben tot op heden zes keer tegen elkaar gespeeld. De eerste ontmoeting, een kwalificatiewedstrijd voor het Wereldkampioenschap voetbal 2006, werd gespeeld in Andorra la Vella op 13 oktober 2004. Het laatste duel tussen beide landen, een kwalificatiewedstrijd voor het Europees kampioenschap voetbal 2012, vond plaats op 6 september 2011 in Skopje.

## Wedstrijden
| № | Plaats           | Datum            | Competitie           | Wedstrijd           | Uitslag |
| - | ---------------- | ---------------- | -------------------- | ------------------- | ------- |
| 1 | Andorra la Vella | 13 oktober 2004  | WK 2006 kwalificatie | Andorra − Macedonië | 1 − 0   |
| 2 | Skopje           | 9 februari 2005  | WK 2006 kwalificatie | Macedonië − Andorra | 0 − 0   |
| 3 | Andorra la Vella | 11 oktober 2006  | EK 2008 kwalificatie | Andorra − Macedonië | 0 − 3   |
| 4 | Skopje           | 17 oktober 2007  | EK 2008 kwalificatie | Macedonië − Andorra | 3 − 0   |
| 5 | Andorra la Vella | 8 oktober 2010   | EK 2012 kwalificatie | Andorra − Macedonië | 0 − 2   |
| 6 | Skopje           | 6 september 2011 | EK 2012 kwalificatie | Macedonië − Andorra | 1 − 0   |

## Samenvatting
| Competitie      | Totaal gespeeld | Winst Andorra | Gelijk | Winst Noord-Macedonië | Doelsaldo Andorra – Noord-Macedonië |
| --------------- | --------------- | ------------- | ------ | --------------------- | ----------------------------------- |
| WK-kwalificatie | 2               | 1             | 1      | 0                     | 1 − 0                               |
| EK-kwalificatie | 4               | 0             | 0      | 4                     | 0 − 9                               |
| Totaal          | 6               | 1             | 1      | 4                     | 1 − 9                               |

Wedstrijden bepaald door strafschoppen worden, in lijn met de FIFA, als een gelijkspel gerekend.
FAF · A-internationals · Statistieken · Bondscoaches · Andorrees vrouwenelftal · Andorra U21 · Andorra U20 · Andorra U19 · Andorra U18 · Andorra U17 · Andorra U16
1990 – 1999 · 2000 – 2009 · 2010 – 2019 · 2020 − 2029
1996 · 1997 · 1998 · 1999 · 2000 · 2001 · 2002 · 2003 · 2004 · 2005 · 2006 · 2007 · 2008 · 2009 · 2010 · 2011 · 2012 · 2013 · 2014 · 2015 · 2016 · 2017 · 2018 · 2019 · 2020 · 2021 · 2022 · 2023 · 2024
Albanië ·
Armenië ·
Azerbeidzjan ·
België ·
Bolivia ·
Bosnië en Herzegovina ·
Brazilië ·
Bulgarije ·
China ·
Cyprus ·
Engeland ·
Equatoriaal-Guinea ·
Estland ·
Faeröer ·
Finland ·
Frankrijk ·
Gabon ·
Georgië ·
Gibraltar ·
Grenada ·
Hongarije ·
Ierland ·
IJsland ·
Indonesië ·
Israël ·
Kaapverdië ·
Kazachstan ·
Kosovo ·
Kroatië ·
Letland ·
Liechtenstein ·
Litouwen ·
Malta ·
Moldavië ·
Nederland ·
Noord-Ierland ·
Noord-Macedonië ·
Oekraïne ·
Oostenrijk ·
Polen ·
Portugal ·
Qatar ·
Roemenië ·
Rusland ·
Saint Kitts en Nevis ·
San Marino ·
Slowakije ·
Spanje ·
Tsjechië ·
Turkije ·
Verenigde Arabische Emiraten ·
Wales ·
Wit-Rusland ·
Zuid-Afrika ·
Zwitserland
FFM · A-internationals · Bondscoaches · Statistieken · Macedonisch vrouwenelftal · Olympisch elftal · Noord-Macedonië U21 · Noord-Macedonië U20 · Noord-Macedonië U19 · Noord-Macedonië U18 · Noord-Macedonië U17 · Noord-Macedonië U16
1993 – 1999 ·
2000 – 2009 ·
2010 – 2019 ·
2020 − 2029
EK 2020
1993 · 
1994 · 
1995 · 
1996 · 
1997 · 
1998 · 
1999 · 
2000 · 
2001 · 
2002 · 
2003 · 
2004 · 
2005 · 
2006 · 
2007 · 
2008 · 
2009 · 
2010 · 
2011 · 
2012 · 
2013 · 
2014 · 
2015 · 
2016 ·
2017 ·
2018 ·
2019 ·
2020 ·
2021 ·
2022 ·
2023
Albanië ·
Andorra ·
Angola ·
Armenië ·
Australië ·
Azerbeidzjan ·
Bahrein ·
België ·
Bosnië en Herzegovina ·
Bulgarije ·
Canada ·
China ·
Cyprus ·
Denemarken ·
Duitsland ·
Ecuador ·
Egypte ·
Engeland ·
Estland ·
Faeröer ·
Finland ·
Georgië ·
Gibraltar ·
Hongarije ·
Ierland ·
IJsland ·
Iran ·
Israël ·
Italië ·
Jamaica ·
Joegoslavië ·
Kameroen ·
Kazachstan ·
Kosovo ·
Kroatië ·
Letland ·
Libanon ·
Liechtenstein ·
Litouwen ·
Luxemburg ·
Malta ·
Moldavië ·
Montenegro ·
Nederland ·
Nigeria ·
Noorwegen ·
Oekraïne ·
Oman ·
Oostenrijk ·
Paraguay ·
Polen ·
Portugal ·
Qatar ·
Roemenië ·
Rusland ·
Saoedi-Arabië ·
Schotland ·
Servië ·
Slovenië ·
Slowakije ·
Spanje ·
Tsjechië ·
Turkije ·
Verenigde Staten ·
Wales ·
Wit-Rusland · 
Zuid-Korea ·
Zweden
Nederland (2021) · 
Oekraïne (2021) · 
Oostenrijk (2021)